# 天使のツラノカワ
『天使のツラノカワ』（てんしのツラノカワ）は、一条ゆかりによる日本の漫画作品。
『コーラス』（集英社）にて1999年6月号から2002年2・3月合併号まで全28話が連載された。単行本は全5巻、文庫本は全3巻。

## あらすじ
牧師の娘の美花はクリスチャンとして慎ましく生きてきた。だが、幼なじみで恋人だった男に浮気され破局したのを皮切りに、転んで足を捻挫、自宅アパートに空き巣に入られ貯金を奪われるなど不幸が相次ぎ、神様なんかいないと悟る。生活費にさえ窮する美花は、偶然知り合った男に自分を買ってくれと頼む。

## 登場人物
篠原 美花（しのはら みか）
牧師の娘。19歳。大学1年生。クリスチャン。子供の頃からの習慣で、毎日神様に祈りを捧げ、飲酒・喫煙もしない真面目な性格。自覚は無いが、非常に堅く、世間知らず。
阿木 龍世（あぎ りゅうせい）
作家。32歳。小説家、エッセイスト、演出家、モデルなど多方面で活躍する。自身の恋愛経験を基に執筆した『カルナバルが終わったら』で新人賞を受賞し華々しいデビューを飾るが、小説はここ5年ほど書いていない。美花を10万で買うが、彼女のどこか人と違う思考回路が面白く、新しいおもちゃのような存在。彼女の純粋さゆえの言動に振り回される。
穂積 紫生（ほづみ しき）
フリーター。21歳。大学時代に『カルナバルが終わったら』を読んで衝撃を受け、大学を中退、南米への旅費を貯めるためにいくつものバイトをする。
美花の親友・恵美の彼氏だったが、他にも付き合っていた女が複数いた。美花の無自覚な嫉妬心で全員と別れる羽目になる。美花の実家の教会の壁画に描かれている天使にそっくり。
草薙 沙羅（くさなぎ しゃら）
曹洞宗の寺院の一人娘。19歳。龍世の姪。7歳の頃から龍世のことが好き。決して叶わない想いによるストレスを発散するため、また、いずれ婿養子を取って寺を継ぐ宿命から現実逃避するために、恋人のいる男ばかりをつまみ食いしては、多数の女から怨みを買っている。美花の彼氏とも浮気し、美花にとっては不幸の元凶になった悪魔のような女。

## トラブル
2006年（平成18年）7月、キリスト教系の新興宗教摂理が警察の捜査を受けた際、同団体と一条ゆかりとの関連が各種メディアで報道されるなど注目を集めた。
騒動に対して一条は『コーラス』編集部を通じて公式コメントを発表、その中でキリスト教をテーマの一つとした本作の執筆準備で取材に応じた聖職者に摂理の関係者がおり、同人物から摂理の集会を「プロテスタント教徒の勉強会」と偽って紹介された経緯を説明した。騒動が起きるまでは勉強会が摂理の集会とは知らず、従って摂理の信者でも広告塔でもないと明言した上で「取材上の考慮が不足していた」として関係者各位に謝罪した。

## 書誌情報
一条ゆかり 『天使のツラノカワ』
- 【単行本】 集英社〈ヤングユーコミックス〉 全5巻
  1. 2000年1月19日発売、ISBN 4-08-864476-X
  2. 2000年7月19日発売、ISBN 4-08-864508-1
  3. 2001年3月19日発売、ISBN 4-08-864545-6
  4. 2001年9月19日発売、ISBN 4-08-864557-X
  5. 2002年4月19日発売、ISBN 4-08-864574-X

- 【文庫本】 集英社〈集英社文庫〉 全3巻
  1. 2006年5月18日発売、ISBN 4-08-618467-2、巻末解説：石田衣良
  2. 2006年5月18日発売、ISBN 4-08-618468-0、巻末解説：山本浩未（ヘア&メイクアップ・アーティスト）
  3. 2006年6月16日発売、ISBN 4-08-618469-9、あとがき：一条ゆかり